# Opérateur de Markov
En mathématiques, et plus précisément en théorie des probabilités et théorie ergodique, un opérateur de Markov est un opérateur sur un espace fonctionnel approprié qui projette des fonctions bornées et mesurables sur de telles fonctions tout en conservant la masse.
Les opérateurs de Markov sont définis comme linéaires mais la définition peut être généralisée aux opérateurs non linéaires. Les opérateurs de Markov portent le nom d'Andrei Markov.

## Opérateur de Markov
Soit {\displaystyle (E,{\mathcal {F}})} un espace mesurable et {\displaystyle V} un ensemble de fonctions réelles et mesurables {\displaystyle f:(E,{\mathcal {F}})\to (\mathbb {R} ,{\mathcal {B}}(\mathbb {R} ))}.
Un opérateur linéaire {\displaystyle P} sur {\displaystyle V} est un opérateur de Markov s'il vérifie :
1. l'image par {\displaystyle P} d'une fonction mesurable bornée est une fonction mesurable bornée ;
2. Soit {\displaystyle \mathbf {1} } la fonction constante {\displaystyle x\mapsto 1} alors {\displaystyle P(\mathbf {1} )=\mathbf {1} }. (conservation la masse / propriété de Markov)
3. Si {\displaystyle f\geq 0} alors {\displaystyle Pf\geq 0}. (positivité)

### Semi-groupe de Markov
Soit {\displaystyle {\mathcal {P}}=\{P_{t}\}_{t\geq 0}} une famille d'opérateurs de Markov définis sur l'ensemble des fonctions bornées et mesurables sur {\displaystyle (E,{\mathcal {F}})}. Alors {\displaystyle {\mathcal {P}}} est appelé un semi-groupe de Markov, si :
1. {\displaystyle P_{0}=\operatorname {Id} }.
2. {\displaystyle P_{t+s}=P_{t}\circ P_{s}} pour tous {\displaystyle t,s\geq 0}.
3. il existe une mesure sigma-finie {\displaystyle \mu } sur {\displaystyle (E,{\mathcal {F}})}, qui est invariant sous {\displaystyle {\mathcal {P}}}.

### Représentation noyau d'un opérateur de Markov
Pour que l'opérateur de Markov ait une forme intégrale :
{\displaystyle (P_{t}f)(x)=\int _{E}f(y)p_{t}(x,\mathrm {d} y),\quad x\in E,}
l'espace mesurable sous-jacent {\displaystyle (E,{\mathcal {F}})} doit remplir les propriétés suivantes :
- chaque mesure de probabilité {\displaystyle \mu :{\mathcal {F}}\times {\mathcal {F}}\to [0,1]} peut être décomposée en {\displaystyle \mu (\mathrm {d} x,\mathrm {d} y)=k(x,\mathrm {d} y)\mu _{1}(\mathrm {d} x)}, où {\displaystyle \mu _{1}} est la projection sur la première composante et {\displaystyle k(x,\mathrm {d} y)} est une densité de probabilité.
- il existe une famille dénombrable qui génère la tribu {\displaystyle {\mathcal {F}}}.

Si l'on définit maintenant une mesure sigma-finie sur {\displaystyle (E,{\mathcal {F}})}, on peut montrer que tout opérateur de Markov {\displaystyle P} a une forme intégrale par rapport à {\displaystyle k(x,\mathrm {d} y)}.